# 希腊农业
希腊地形多山，不利于发展农业。同欧盟其他国家相比，希腊农业集约化程度低，发展较落后。尽管如此，农业在希腊经济中仍占重要的地位。直到1960年代，希腊工业产值才超过农业。1950年，农业占国内生产总值的32%；1983年，下降至17.5%；2002年，占6.8%。 目前，希腊农业人口为528,000人, 占希腊劳动人口的12%。目前，希腊农业占GDP的3.6%（每年约160亿美元）。

## 种植业
希腊种植业占农业产值的2/3。耕种土地面积350万公顷。主要农产品有:水果、蔬菜、橄榄油、棉花、小麦、烟草等。橄榄油总产量居世界第3位，次于西班牙、意大利。

## 渔业
希腊海岸线漫长，但其渔业水平处于较低水平，其渔业产量主要满足国内市场。

## 林业
林地面积占国土面积的22%。